# Bugia (Liturgie)

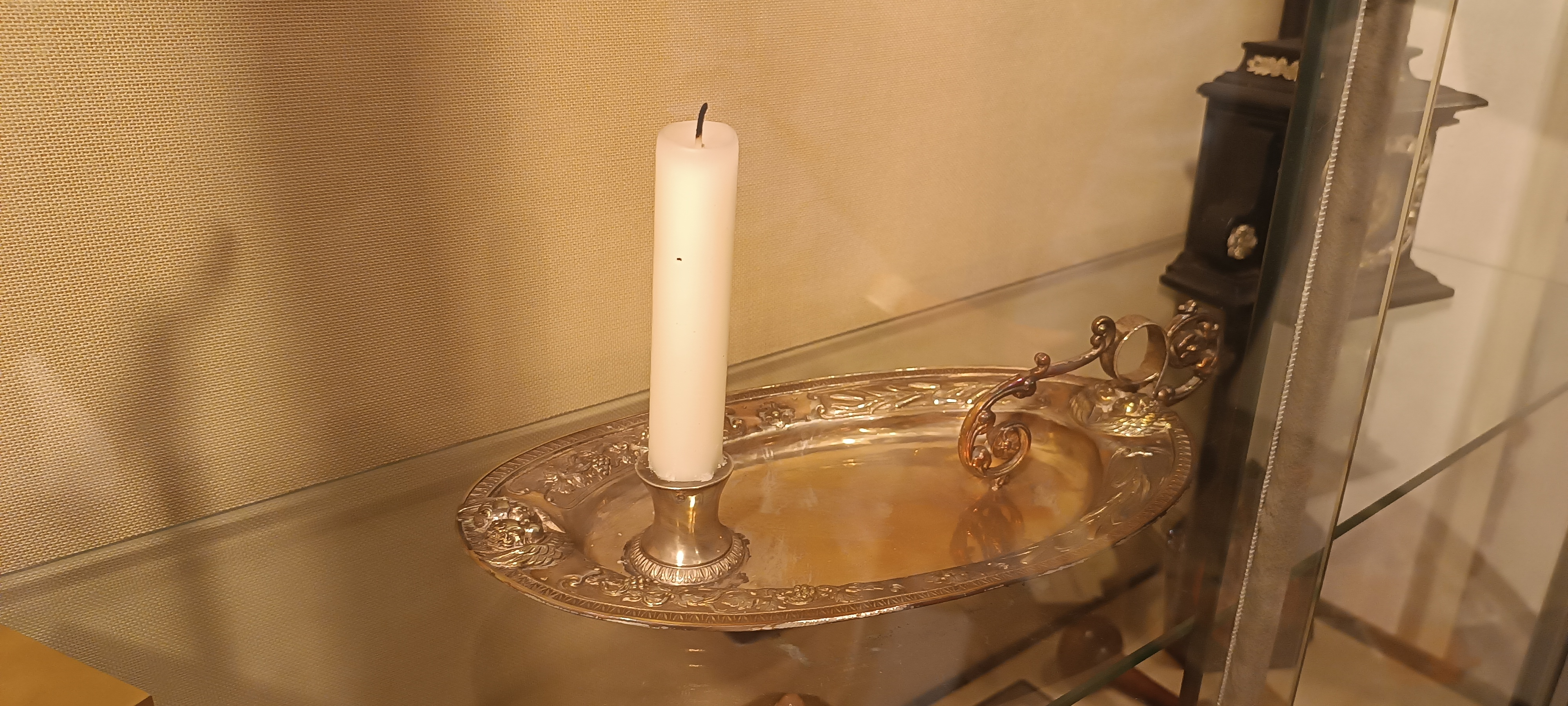
Bugia in der Schatzkammer von Sankt Aposteln in Köln

Die Bugia diente in der traditionellen Liturgie dazu, die hervorgehobene Stellung des Bischofs dadurch zu markieren, dass ihm ein Akolyth als Bugiarius während der Feier voranging oder begleitete.
Ursprünglich sollte damit sichergestellt werden, dass der Zelebrant auch dann gut lesen kann, wenn die Kerzen im Altarraum nicht genügend Licht gewährleisten. Die Bugia kam daher insbesondere bei der Verlesung des Evangeliums zum Einsatz.
Wie andere, ursprünglich praktische Elemente der Liturgie gewann die Bugia einen vornehmlich symbolischen Charakter. Der Kerzenleuchter unterscheidet sich von solchen, damals in säkularem Gebrauch befindlichen Kerzen-Leuchtern nur durch die hochwertigen Materialien (z. B. Silber, vergoldet).